# نهر تورسو
نهر تورسو هو نهر في شمال فيوردلاند، نيوزيلندا. يرتفع غرب جبل بيمبروك ويتدفق غربًا ليصب في بحر تسمان شمال ميلفورد ساوند.